# Thomas Andrews
Thomas Andrews (n. 19 decembrie 1813 la Belfast, Regatul Unit –d. 26 noiembrie 1885 la Belfast), a fost un medic, chimist și fizician irlandez autor a importante lucrări privind transformările de fază între gaze și lichide.
Thomas Andrews a obținut primele rezultate deosebit de interesante din punct de vedere cantitativ cu privire la lichefierea gazelor. El a reușit să lichefieze dioxidul de carbon, măsurând, pe parcursul lichefierii, dependența presiunii din incinta în care se află acesta în funcție de volum, în condiții izoterme.
1. 1 2 3 4 5 6 7 8  The Peerage